# Anisacate fragile
Espèce
Anisacate fragile est une espèce d'araignées aranéomorphes de la famille des Macrobunidae.

## Distribution
Cette espèce est endémique d'Argentine. Elle se rencontre dans les provinces de Córdoba et de Buenos Aires et à Buenos Aires. 

## Description
La femelle holotype mesure 4,6 mm.

## Systématique et taxinomie
Cette espèce a été décrite par Mello-Leitão en 1941.

## Publication originale
- Mello-Leitão, 1941 : « Las arañas de Córdoba, La Rioja, Catamarca, Tucumán, Salta y Jujuy colectadas por los Profesores Birabén. » Revista del Museo de La Plata, N.S., Zoología, vol. 2, p. 99-198.